# 斯洛博達 (伊凡諾-法蘭科夫斯克區)
49°15′47″N 24°41′10″E / 49.26306°N 24.68611°E
斯洛博達（羅馬化：Sloboda）是烏克蘭西部的村莊，隸屬伊萬諾-弗蘭科夫斯克州的伊萬諾-弗蘭科夫斯克區。該村始建於1713年，面積7.1平方公里，2001年人口479，人口密度每平方公里67.4人。